# エマニュエル・ベルコ
エマニュエル・ベルコ（Emmanuelle Bercot, 1967年11月6日 - ）は、フランスの女優、映画監督、脚本家。

## キャリア
2001年にカンヌ国際映画祭のある視点部門で監督映画『なぜ彼女は愛しすぎたのか』が上映された。
2013年にベルリン国際映画祭で『On My Way』が上映される。
2015年の第68回カンヌ国際映画祭で監督作『太陽のめざめ』がオープニング上映され、また主演作『モン・ロワ 愛を巡るそれぞれの理由』で女優賞を受賞した。
撮影監督のギヨーム・シフマンとの間に生まれた息子ネモ・シフマンは俳優で歌手。

## 主なフィルモグラフィ

### 出演作品
- ニコラ La classe de neige (1998) - ミス・グリム 役
- 今日から始まる Ça commence aujourd'hui (1999) - ティエヴォー先生 役
- なぜ彼女は愛しすぎたのか Clément (2001) - マリオン 役、兼監督・脚本
- À tout de suite (2004) - ロランス 役
- 17歳の夏 Camping sauvage (2005) - フロランス 役
- パリ警視庁:未成年保護部隊 Polisse (2011) - スー・エレン 役、兼脚本
- ターニング・タイド 希望の海 En solitaire (2013) - 医師 役
- モン・ロワ 愛を巡るそれぞれの理由  Mon Roi (2015)  - トニー 役[4]
- バハールの涙 Les Filles du Soleil (2018)  - マチルド 役
- スクールズ・アウト L'heure de la sortie (2018) - カトリーヌ 役
- エンド・オブ・パリ Paris Has Fallen (2024) - ジュリエット・レヴェスク仏大統領 役 ※テレビシリーズ

### 監督作品
- 少女 La puce (1999) 短編、兼脚本
- なぜ彼女は愛しすぎたのか Clément (2001) 兼脚本、出演（マリオン役）
- Backstage (2005) 兼脚本
- ザ・レイプ 欲望の報酬 Mes chères études (2010) テレビ映画、兼脚本
- プレイヤー Les Infidèles (2012)
- ミス・ブルターニュの恋 Elle s'en va (2013) 兼脚本
- 太陽のめざめ La Tête haute (2015) 兼脚本
- 150ミリグラム ある女医の告発 La fille de Brest (2016) 兼脚本
- 愛する人に伝える言葉 De son vivant (2021) 兼脚本